# 角谷瑠菜
角谷 瑠菜（すみや るな、2009年5月9日 - ）は、千葉県出身の女子サッカー選手。ジェフユナイテッド市原・千葉レディース所属。ポジションはミッドフィールダー。

## 来歴
2024年にユースチームのジェフユナイテッド市原・千葉レディース U-15からトップチームに登録。
2025年3月29日、WEリーグ第16節ちふれASエルフェン埼玉戦にスタメンフル出場し、リーグの最年少記録（スタメン出場、フル出場）を更新した。

## 個人成績

### クラブ
- WEリーグ
  - 初出場 - 2024年11月30日 第11節 大宮アルディージャVENTUS戦（NACK5スタジアム大宮）[5]